# لوکوموتیو ۰-۶-۰

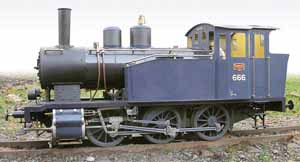
یک لوکوموتیو ۰–۶–۰

بموجب نشانه‌گذاری وایت برای رده‌بندی لوکوموتیوهای بخار ۰–۶–۰ نشانگر لوکوموتیهایی است که فاقد چرخهای هرزگرد در جلو و عقب لوکوموتیو می‌باشند. در این لوکوموتیوها تعداد ۶ چرخ محرک که در سه محور در وسط لوکوموتیو قرارداشته نیروی محرکه موتور را به ریلها انتقال داده و باعث حرکت لوکوموتیو می‌شوند.
این رایج‌ترین آرایش چرخ مورد استفاده در انواع لوکوموتیوها بود.